# Tuzaguet
Tuzaguet – miejscowość i gmina we Francji, w regionie Oksytania, w departamencie Pireneje Wysokie.
Według danych na rok 1990 gminę zamieszkiwały 433 osoby, a gęstość zaludnienia wynosiła 56 osób/km² (wśród 3020 gmin regionu Midi-Pireneje Tuzaguet plasuje się na 644. miejscu pod względem liczby ludności, natomiast pod względem powierzchni na miejscu 1270.).